# 滕特峰
滕特峰（英語：Tent Peak），是南極洲的山峰，位於羅斯島東部，處於特羅爾山和克羅澤角之間，海拔高度約1,570米，由新西蘭探險隊命名，現時由南極條約體系管理。